# Петровск (Дещенский сельсовет)
Петровск (бел. Пятро́ўск) — посёлок в Узденском районе Минской области Беларуси. В составе Дещенского сельсовета.

## География
Ближайшие населённые пункты Слободка, Теляково и др.

## История
До 30 октября 2009 года деревня входила в состав Теляковского сельсовета.
С 2009 года по 2013 гг. в составе Узденского сельсовета.

## Население

### Численность
- 2009 год — 1 житель

### Динамика
- 2009 год — 1 житель (перепись населения)[4]